# 카시마 아야노
카시마 아야노(鹿島綾乃, かしま あやの 1972년 3월 14일 ~ 가고시마현 가고시마시)은 일본의 언론인이며 NHK의 소속의 여성 아나운서이다.

## 생애 및 학력
카시마 아야노(鹿島綾乃) 아나운서는 1972년 3월 14일 일본 가고시마현 가고시마시에서 태어났다. 그녀는 가고시마 시에 있는 가고시마현립 츠루마루 고등학교(鹿児島県立鶴丸高等学校)를 졸업하고 교토 대학을 졸업했다.

## 입사
카시마(鹿島) 아나운서는 1994년에 NHK에 입사했는데 그녀는 원래 아나운서가 이닌 기자였다. 첫 발령지인 NHK 오사카 방송국에서 기자로 활동했었다. 그러다가 NHK 미야자키 방송국으로 옮겨 아나운서로 전향을 했다. 그러다가 NHK 후쿠오카 방송국으로 옮겨 활동하다가 도쿄도 NHK 방송 센터로 옮겼다. 그 후 NHK 고후 방송국으로 있다가 다시 2차로 NHK 방송 센터로 옮겼다가 2015년 6월에 이시카와현에 있는 NHK 가나자와 방송국으로 옮겼는데 특히 2015년 6월부터 2018년 6월까지 3년동안 NHK 가나자와 방송국 방송 담당 부부장으로 활동했었다. 그러다가 다시 3차로 NHK 방송 센터로 옮겼다. 현재 그녀는 도쿄도를 비롯한 수도권 뉴스를 하고 있고 NHK 종합 텔레비전에 수도권 네트워크에서 리포터로 활약하고 있는 베테랑 아나운서이다.